# История Молдовы
История Молдовы — события на территории современной Молдовы с момента начала расселения там людей и до сегодняшнего дня

## Доисторический период

### Палеолит
Древнейшие следы обитания человека на территории современной Молдовы относятся к палеолиту. К раннему палеолиту относятся стоянки Байраки-II (1 млн л. н.) на Днестре в квартале Байраки микрорайона Большой Фонтан (г. Дубоссары) в 1,5 км севернее местонахождения Большой Фонтан (прежде Дубоссары 1) в балке Байраки, Крецешты в трёх км северо-западнее балки Байраки, Мош-горы (1—1,2 млн лет), Роги (все олдувайская культура), Байраки-I (730 тыс. л. н.), за выездом из микрорайона Большой Фонтан (787—657 тыс. л. н.), за Курганом Славы между Полтавским шоссе и с. Погребя (510—440 тыс. л. н.), местонахождения раннего палеолита между с. Погребя и с. Новая Лунга, стоянки ашельской культуры (гроты Старые Дуруиторы, Выхватинцы). Впервые в Европе обнаружены древнейшие следы человеческой деятельности в виде каменного сооружения «Каменная выкладка» в пойменных отложениях палео-Днестра. Определён возраст стоянок Байраки и Крецешты в интервале от 1070 до 990 тыс. л. н. по нахождению культурных слоёв внутри палеомагнитного эпизода Харамильо. Сопоставление индустрии слоя 5 стоянки Байраки с комплексами олдувайской культуры указывает на их заметное сходство.
Клювовидные ножи группы С возрастом 1,1—0,9 млн л. н. со стоянки Байраки аналогичны орудиям английского клектона, раннеашельской пещерной стоянки Кударо 1 на Кавказе, стоянкам в Сибири (Карама), в Сельунгуре (Узбекистан), на Тамани и во Франции (верхнепалеолитическая стоянка Корбияк).
Среднепалеолитическая стоянка Тецканы X на реке Вилии датируется в широких пределах от начала MIS-4 до середины MIS-3. Стоянки мустьерской культуры (средний палеолит — 70—40 тыс. лет назад) обнаружены у сёл Бутешты, Буздужаны и Тринка. Типичный микок характеризуется малочисленной коллекцией среднего слоя грота Выхватинцы.
В позднем палеолите (40—10 тыс. лет назад) появился современный тип человека — кроманьонец (гроты Брынзены I, Чутулешты I, Рашков VII). К селетоидным комплексам Молдавии относятся стоянки: грот Брынзены нижний слой, Гординешты, Корпач, Корпач-мыс, Бобулешты, Буздужаны. II слой стоянки Старые Дуруиторы на левом берегу реки Чугур, недалеко от впадения её в Прут, датируется, предположительно, ранним периодом мадленского времени позднего палеолита.
Древнейшие орудия из рога северного оленя, интерпретированные как составные наконечники остроги, найдены в Молдавии на стоянке верхнего палеолита Косоуцы (Косэуць) на правом берегу Днестра и датируются возрастом ок. 18 тыс. лет назад.

### Мезолит
Стоянки эпохи мезолита на территории Молдавии (VIII—V тысячелетия до н. э.) обнаружены у сёл Фрумушика и Саратены.

### Неолит
Древнейшая неолитическая (V тысячелетие до н.э) культура на территории Молдавии — буго-днестровская — известна по группе небольших поселений, расположенных возле города Сороки. В конце V тысячелетия до н. э. в междуречье Днестра и Прута проникли племена культуры линейно-ленточной керамики.

### Меднокаменный век
На рубеже V—IV тысячелетий до н. э. в Днестровско-Карпатских землях в результате тесных контактов носителей культур линейно-ленточной керамики и буго-днестровской, сильного влияния нижнедунайской культуры Боян зарождается трипольская культура медно-каменного века (энеолита), развивавшаяся около 2 тыс. лет. Наиболее известны памятники у города Флорешты, сёл Карбуна, Солончены, Брынзены, Выхватинцы, Костешты и Жура. В период медно-каменного века на юге Молдавии жили также племена гумельницкой культуры, близкие трипольцам (памятники у города Вулканешты и села Лопацика).

### Бронзовый век
К эпохе энеолита-ранней бронзы относятся курганы буджакской (нерушайской) культуры погребений с охрой ямной культурно-исторической общности (3300/3200—2200/2100 гг. до н. э.).
В раннем периоде бронзового века (конец III — первая треть II тысячелетия до н. э.) среди племён, населявших территорию Молдавии, преобладали кочевые скотоводы. В среднем (вторая треть II тысячелетия до н. э.) и позднем (третья треть II тысячелетия — начало I тысячелетия до н. э.) периодах население становится оседлым, занимаясь как земледелием, так и скотоводством.
В конце периода бронзы территория Молдавии была разделена на две зоны: лесостепную и степную. В лесостепной зоне жили племена культуры Ноуа. В степной зоне обитали киммерийцы. Памятники раннего и среднего периодов бронзы представлены главным образом курганными погребениями, разбросанными по всей стране.
В кургане у села Глиное Слободзейского района археологи обнаружили костные останки человека со следами хирургической операции. Возраст находки превышает 4 тысячи лет.

### Железный век
В первой половине I тысячелетия до н. э. в лесостепную часть Днестровско-Прутского междуречья продвинулись фракийские племена — носители культуры гальштата. В степной части продолжали жить киммерийцы.
В развитии культуры фракийского гальштата на территории Молдавии выделяются три этапа: ранний (X—IX вв. до н. э.; Кишинёв, сёла Лукашевка, Мындрешты), характеризующийся переходом от поздней бронзы к раннему железу; средний (VIII—VI вв. до н. э.; г. Шолданешты, с. Селиште), которому присуще распространение железных орудий, и поздний (V в. до н. э.) — переходный от культуры фракийского гальштата к гетской (сёла Данчены, Пыржолтены).
Памятники Х—VIII веков до н. э. в лесостепной части Днестро-Сиретского междуречья типа Козия и типа Сахарна объединяют в единую раннегальштатскую культуру Козия-Сахарна.

## IV—I века до н. э. Геты
В период IV—III веков до н. э. на территории Днестровско-Прутского междуречья были расселены геты (гето-даки) — одна из групп северо-фракийских племён.
Геты были объединены в союзы племён и находились на стадии военной демократии. Раскопаны селища и городище гетов (сёла Бутучены, Сахарна). Геты поддерживали связи с греческими причерноморскими колониями, об этом свидетельствуют монеты из Тиры (современный Белгород-Днестровский) и глиняные греческие амфоры.
В конце III — начале II веков до н. э. на территорию гетов вторгаются поморские племена, которые в письменных источниках обычно отождествляются с бастарнами или галатами. В результате слияния образовалось население, создавшее новую материальную культуру — лукашевскую, в которой преобладали гетские элементы.
В IV—III веках до н. э. степную часть побережья Днестровского лимана заселяли оседлые племена, в которых исследователи обычно видят потомков эллино-скифов Геродота. Во время военных походов и набегов в Днестровско-Карпатские земли проникали и кочевые скифы.

## I—III века н. э. Римское влияние
В I веке до н. э. усиливается римская экспансия в Нижнем Подунавье. Римляне создают провинцию Нижняя Мёзия (современные территории северной Болгарии и румынской Добруджи). В 57 году н. э. они вводят свой гарнизон в Тиру. На юге Днестровско-Прутского междуречья стояли I Италийский и V Македонский легионы (черепицы со штампелями этих легионов были обнаружены на левом берегу Дуная, у его устья, около села Орловка Одесской области). Некоторые исследователи считают, что южный Траянов вал, пересекающий междуречье с запада на восток, был воздвигнут римлянами — для борьбы с вторгавшимися кочевниками, однако данные, полученные в результате раскопок, это не подтверждают.
Римская экспансия ускорила формирование у гето-даков ранних политических образований. Так, в I веке до н. э. известно объединение гето-дакийских племён под руководством Буребисты, которое, однако, вскоре распалось. Затем центр политических образований гето-даков передвинулся в район Карпат, где в I веке до н. э. возникают ранние формы государства.
После двух ожесточённых войн (101—102 и 105—106) римский император Траян захватил часть земель гето-даков и образовал провинцию Дакия. Она была заселена римскими и романизированными колонистами. Власти проводили политику романизации гето-даков. На границе провинции Дакия император устроил оборонительный пояс, который охранял жителей от набегов варваров.
Днестровско-Прутское междуречье (и, в частности, территория современной Молдавии) не вошло в состав провинции Дакия, и здесь романизации как таковой не было, однако население этой территории также испытывало сильное римское влияние.
Поянешти-лукашевская культура 1-й половины 1-го тысячелетия развивалась под сильным влиянием латенской культуры.

## III—V века. Готы
В 271 году под давлением готов и союзных им племён римляне вынуждены были покинуть провинцию Дакию и отступить на правый берег Дуная. Древние источники сообщают, что римские колонисты были эвакуированы на правый берег Дуная. Некоторые предполагают, что часть колонистов осталась, в основном в предгорных областях Римской провинции Дакия (на территории будущего средневекового княжества Трансильвания и части Валашского княжества). По предположениям историков (представители т. н. «автохтонной теории»), впоследствии эти колонисты якобы стали одним из элементов складывавшегося этноса валахов, предков восточно-романских народов позже заселивших территорию Молдавии. С точки зрения других историков (т .н. «миграционная теория»), валахи (волохи) переселились из Болгарии и Сербии в древнюю Дакию лишь в XIII веке.
В ходе «великого переселения народов» в Днестровско-Прутское междуречье проникали различные племена: венеды, готы, гепиды и другие. Как минимум с начала III в. на территории Молдавии создано сильное готское государство.
В III—IV вв. на территории Молдавии была развита черняховская культура (поселения у сёл Будешты, Собар), носителями которой были фракийцы, сарматы, венеды, готы и др.
В конце IV века государство готов и гепидов входит в состав империи гуннов.

## V—XI века. Славяне

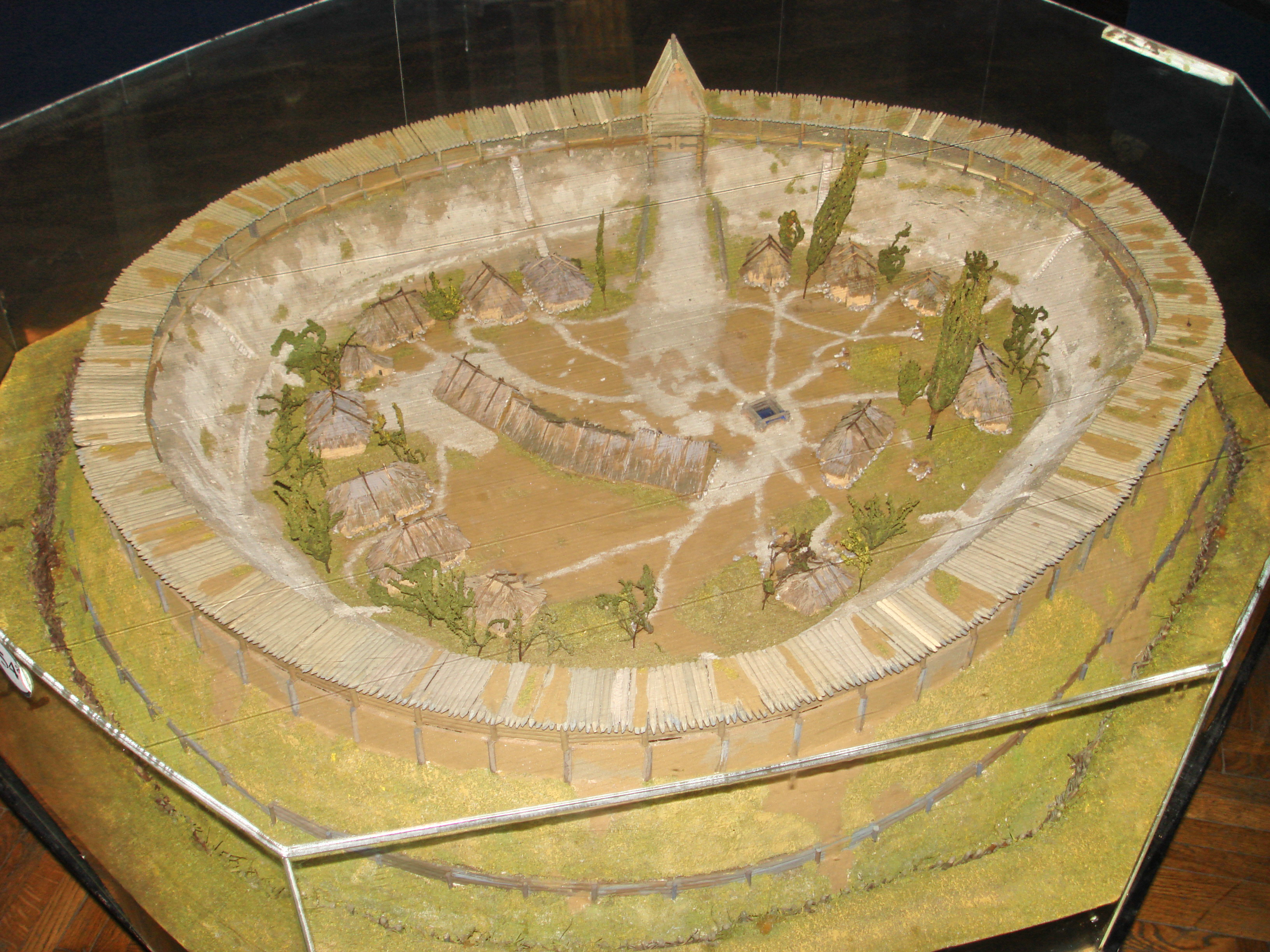
Макет Екимоуцкого городища

Новое заселение земель славянами, их возделывание и окультуривание в конце V в. были связаны с последней и самой мощной волной Великого переселения народов. В конце V — начале VI веков началось широкое проникновение славян в Днестровско-Карпатские земли. Долины Днестра, Прута и Сирета были удобными путями в продвижении славян к Дунаю и на Балканский полуостров. Оседая на землях между Днестром и Карпатами, славяне встретили тут остатки прежнего населения и ассимилировали его. Это подтверждает керамика черняховского типа, встречающаяся на территории раннеславянских поселений. Ипотешти-кындештская культура ранних славян (V—VII века) была сформирована антами — носителями пеньковской культуры, совместно с местным романизированным населением и просочившимися в регион нижнего Дуная славянами пражско-корчакской группы.
Заселявшие Днестровско-Карпатские земли славяне входили в состав двух больших племенных союзов — антского и склавинского. По свидетельству готского историка Иордана, граница между ними в основном проходила по Днестру, однако на юге пределы антского союза простирались вплоть до Нижнего Подунавья. Письменные источники упоминают на северном побережье Нижнего Дуная таких вождей как Ардагаст, Пирогаст, Мусокий. Одним из крайних юго-западных антских племён были тиверцы, которые, как указывает недатированная часть «Повести временных лет», занимали земли по берегам Днестра к Дунаю и Чёрному морю. Остатки укреплённого поселения тиверцев IX—XI веков обнаружены у с. Екимауцы (Екимауцкое городище).
Всего на территории Молдавии открыто более 30 славянских поселений VI—VII веков (Хуча, Ганск (Ханска)) и около 200 поселений VIII—IX веков (Бранешты, Лопатна, Одая, Алчедар). Городища Лукашевка, Пояна Кунича датируются X—XI веками.
Дата поздних «молдавских» дирхемов (40-е годы X века) совпадает по времени с наиболее вероятным периодом вхождения этих земель в состав Киевской Руси, после чего они больше сюда не поступают. Памятники, представленные неукреплёнными поселениями и сложно-мысовыми городищами типа Глинжены II, демонстрируют результат развития местных древностей типа Лука-Райковецкой. Древности кольцевых городищ типа Екимауцы-Алчедар, представляют собой пришлую культуру в регионе и, возможно, связаны с притоком нового населения — летописных тиверцев. Дирхемы найдены только на кольцевых городищах Екимауцы и Алчедар, просуществовавших лишь несколько десятилетий до середины 60-х годов X века.
C cередины X века в Поднестровье стали работать мастера, изготовлявшие украшения на основе подунайских прототипов и с применением техник, привнесённых из Дунайского региона (см. Великая Моравия).
В X веке славянские племена, обитавшие в Днестровско-Прутском междуречье, находились в сфере влияния, а временами и входили в состав Киевской Руси. Южную часть Днестровско-Карпатских земель заселяли племена балкано-дунайской культуры, носителями которой в основном были южные славяне, проникшие на территорию Молдавии в период распространения влияния Болгарского царства на север от Дуная (IX—XI века).

## XI—XIII века. Кочевники
Появившиеся в X веке в степях Северного Причерноморья печенеги в течение столетия постоянно угрожали оседлому населению от Днепра до Дуная. Во второй половине XI—XII вв. в Дунайско-Днестровские земли перекочевали половцы (куманы).
В результате вторжения кочевников количество славянских поселений Днестровско-Карпатских земель значительно уменьшилось. В северной лесостепной области между Карпатами и Днестром в XII—XIII вв. проживали остатки славянского населения и проникавшие сюда из предгорий Карпат валахи. В XII—XIII вв. в северной части Днестровско-Карпатских земель, а иногда и во всём крае распространялась власть Галицкого княжества.
Вдоль Днестра, ближе к Галицким землям, обитали выгонцы — славяне, бежавшие от гнёта бояр из владений галицких и волынских князей. В XI—XIII вв. в низовьях Дуная существовало государственное образование Берладская земля, с центром в городе Берлад (на реке Бырлад в Румынии), население которого (берладники) также состояло из разноплемённых беглецов от феодального гнёта из русских княжеств.
По соседству с галицкими «выгонцами» располагались бродники, сведения о которых чрезвычайно скудны.
Часть половцев осела в районе реки Милков; здесь в XIII веке существовала Куманская епископия, в границах которой проживали и валахи.

## XIII—XIV века. Золотая Орда

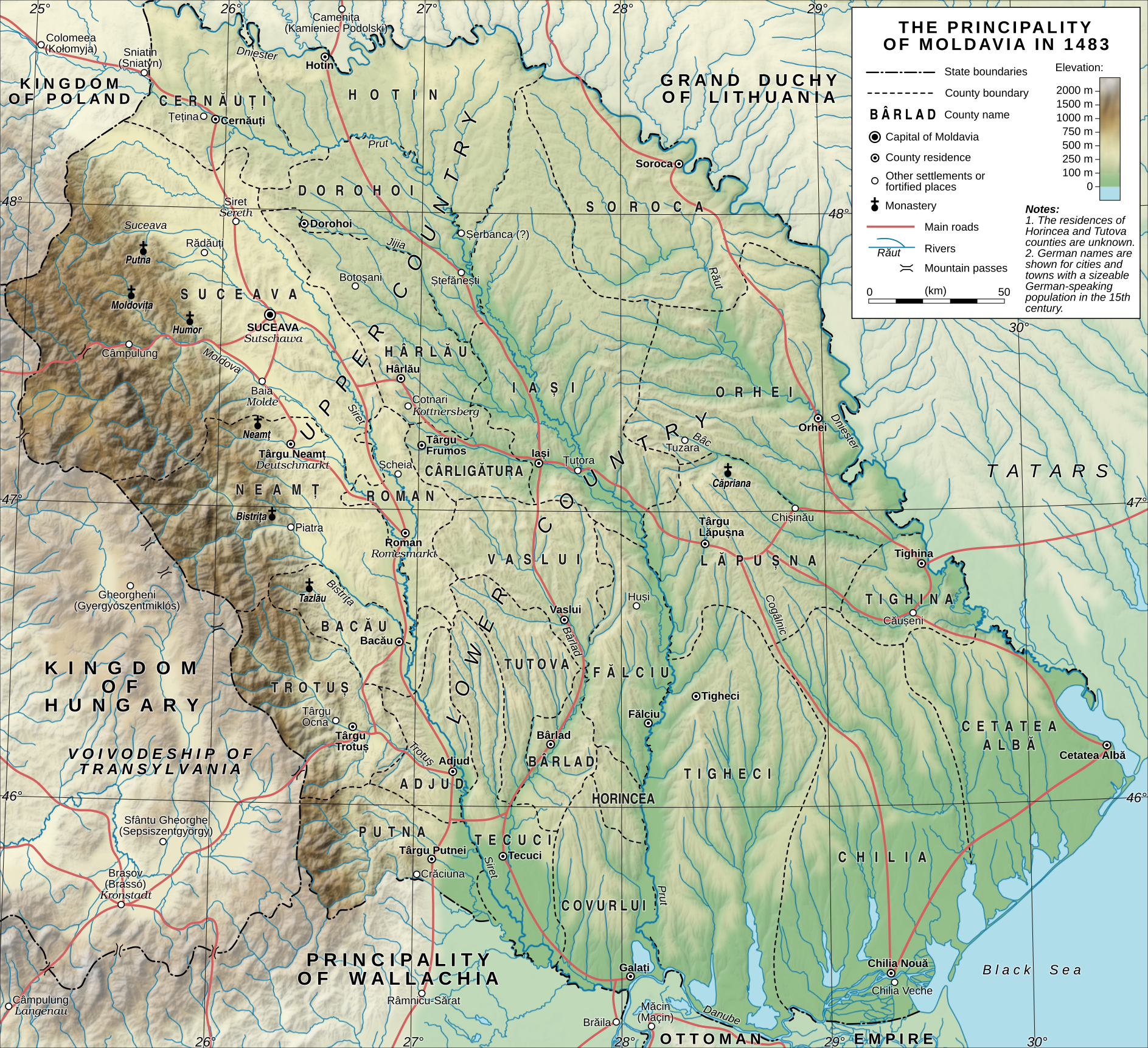
Молдавское княжество в 1483 году

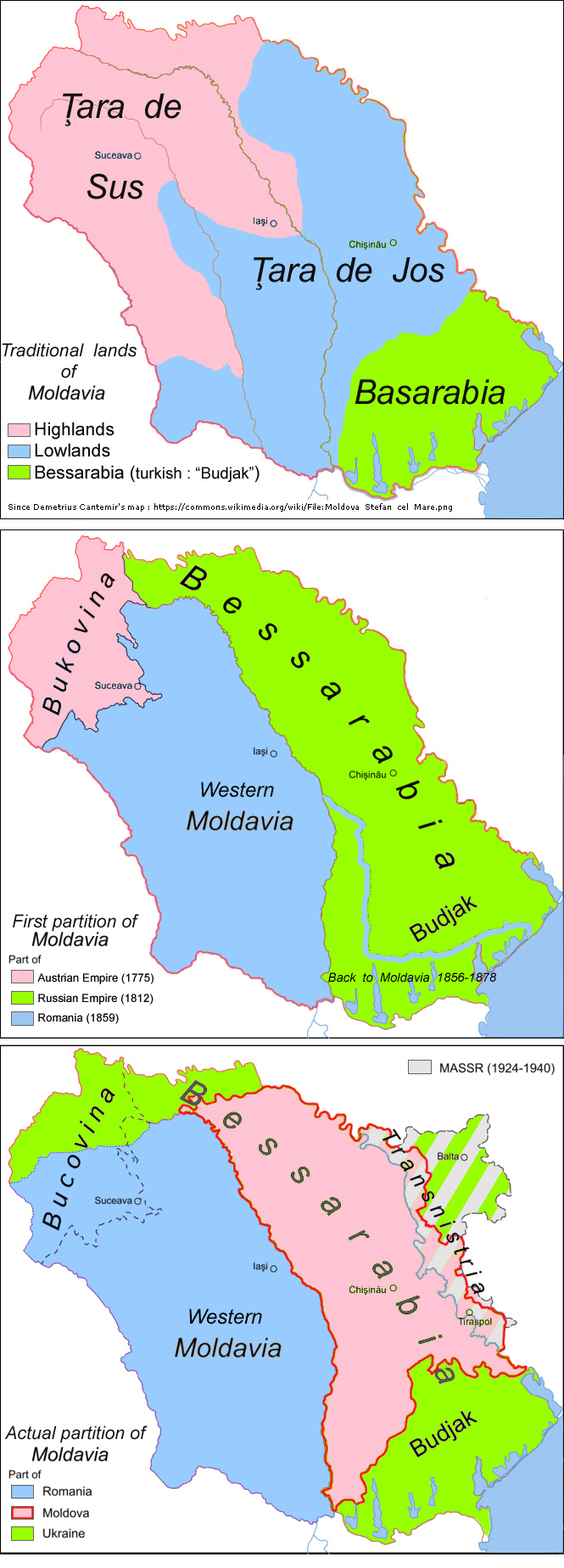
Традиционные земли и последовательные разделы Молдовы (первый в 1775—1812 годах, второй в 1940 году)

Монголы, разгромив в 1237—1240 годах русские княжества, двинулись на запад, покоряя Днестровско-Карпатские земли, уничтожая крупные центры и поселения. Письменные источники отмечают, что татары разорили Куманскую епископию и захватили землю бродников. В течение второй половины XIII — первой половины XIV веков часть монголо-татар обосновалась на равнинах близ устья Дуная, включив юго-восточную часть Днестровско-Карпатских земель в состав Золотой Орды. Остальная территория, в том числе районы карпатских предгорий, непосредственно не входила во владения монголо-татар, но вероятно находилась от них в определённой зависимости.
Власти Золотой Орды колонизировали захваченную территорию разноэтническим оседлым населением, в результате чего возникла синкретическая золотоордынская культура. В это время появились города, известные по раскопкам у сёл Костешты (Яловенский район) и Требужены (Старый Орхей), в излучине реки Реут, в 18 км к юго-востоку от современного Оргеева. На юго-востоке края продолжали существовать два старинных торговых города — Белгород (Монкастро) и Килия (Ликостомо), в которых преобладал генуэзский торговый капитал.

## XII—XIV века. Валахи
В течение XII—XIV веков, в результате переселения в Днестровско-Карпатские земли, валахи постепенно становятся значительной частью населения. На рубеже XV и XVI веков валахи, по данным ономастики, преобладали только среди городского населения. Используя данные сельской ойконимии, Л. Л. Полевой определил долю русинов в Молдавском княжестве в середине XV века в 39,5 %, а долю романского населения — в 48,7 %
Наиболее ранние сведения о валахах на севере от Дуная содержатся в древнерусской летописи «Повесть временных лет», в которой указывается, что в 898 году валахи вместе со славянами жили где-то в Карпатах и к западу от них. Первое упоминание о валахах, проживавших вблизи границ Галицкой Руси, встречается в сочинении византийского историка Никиты Хониата (1164). Наиболее густо заселёнными в XIV веке были районы Восточного Прикарпатья. Они стали центром формирования Молдавского государства (заселение валахами Левобережья Днестра проходило позднее — в XVI—XVIII веках).

## XIV—XIX века. Молдавское княжество
В XIV веке произошло ослабление Золотой Орды. Земли, расположенные западнее Прута близ реки Молдовы, долгое время были под золотоордынским влиянием, а в 1340-х годах их заняли венгры, превратив в свою марку. Первым правителем марки стал воевода Драгош, который пришёл к власти в 1351 году. По приказу венгерского короля Драгош собрал войско и совершил поход против монголов, кочевавших между Прутом и Днестром. В результате похода монгольские отряды вынуждены были отойти за Днестр, а Молдавская марка значительно расширилась за счёт отвоёванной Бессарабии.
Вслед за Драгошем правили его сын Сас и внук Балк. В 1359 году у Балка престол отобрал Богдан I, который прибыл в марку, поссорившись с венгерским королём. Он провозгласил независимость княжества и стал первым правителем независимого молдавского государства. В 1365, после длительной борьбы, княжество было признано со стороны венгров.
В 1371 (по другим данным в 1373), после неудачной попытки обратить в католицизм население княжества, сын Богдана Лацко, уже ставший господарем, просит Галицкого архипастыря посвятить в княжество двух епископов, после чего в стране окончательно закрепляется православие. Через некоторое время престол занял Пётр I Мушат, при котором государство стало сильнее и начало активнее вести внешнюю политику. При нём впервые состоялся официальный русско-молдавский контакт, а также княжество было включено в систему польско-литовских союзов, что гарантировало военную помощь со стороны северных соседей — Польши и Литвы. Однако из-за этого в 1387 году господарь признал зависимость Молдавского княжества от Польши.
Распад Галицко-Волынского государства повлёк за собой расширение Молдавии на север, так как бывшие галицикие крепости Цецина и Хмелёв вошли в состав Молдавского княжества, а у Польши как залог за 3000 серебряных рублей удалось взять Покутье.
При следующем правителе Романе I Мушате княжество начало расширяться на юг. У татар было отвоёвано пространство на юге Бессарабии между Прутом, Днестром и Чёрным морем — Буджак; также в состав княжества вошли крепости Четатя-Албэ и Килия. Однако, несмотря на усиление, Молдавское государство по-прежнему было зависимым от Польши. В 1394 году произошла война с Польшей, в результате которой на престол сел сын Романа, Стефан I Мушат. В 1395 году он открыто признал польский сюзеренитет. Однако польская власть продержалась недолго — уже в 1399 году престол занял Александр Добрый.
При Александре княжество процветало. Удачная внешняя политика привела к сближению с Византией, Польшей, Валахией, позже был заключён союз с Венгрией. Наступающая на Молдавию турецкая армия была повержена. За сорокалетнее правление Александра I Доброго Молдавское княжество стало сильнее и влиятельнее, а также избавилось зависимости от Польши. После смерти Александра в 1442 году в княжестве началась война за престол, который поочерёдно занимали различные господари. Страна разделилась на два царства — Нижняя страна (молд. Цара де Жос) и Верхняя страна (молд. Цара де Сус), которыми правили ассоциированные правители. В 1457 году господарем стал Стефан Великий.

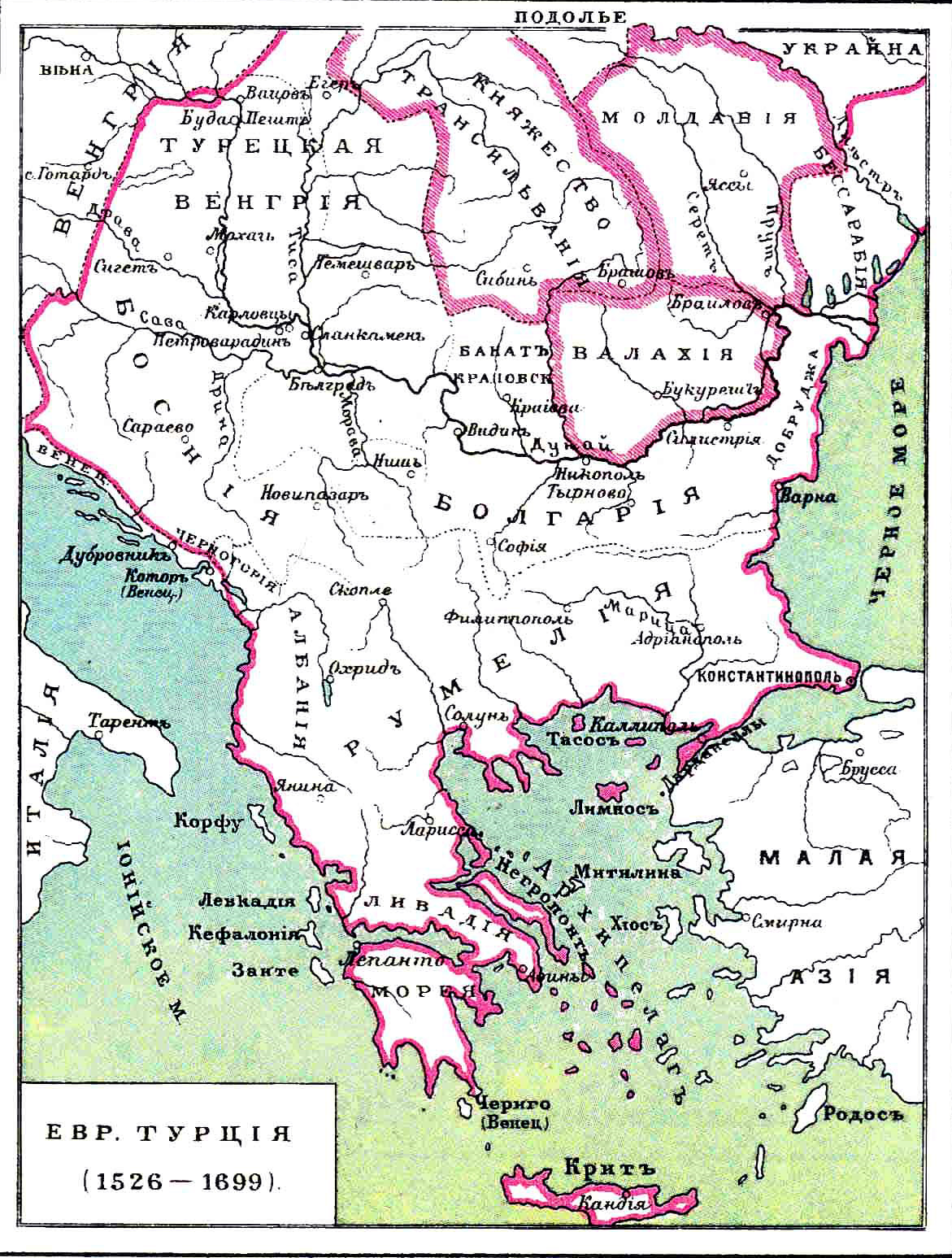
Карта Европейской части Османской империи (1526—1699)

В 1456 Молдавское княжество попадает в вассальную зависимость от Турции.
В конце XVI — начале XVII веков Молдавия стала объектом интересов соседей: Речи Посполитой, Священной Римской империи и Османской империи. Молдавия неоднократно подпадала в различные сферы влияния в ходе Молдавских войн магнатов.
В 1711 году молдавский господарь Дмитрий Кантемир в Яссах присягнул на верность России. В результате неудачного для Российской армии Прутского похода он со своей семьёй и придворными переселился в Россию, где стал одним из приближённых Петра I. Будучи выдающимся востоковедом, князь Кантемир в Персидском походе (1722—1723) являлся советником императора по делам Востока.
В 1774 по Кючук-Кайнарджийскому миру Молдавия стала протекторатом Российской империи.
К середине XVIII в. турецкие райи и буджакские ногайцы (Буджакская орда) занимали в Пруто-Днестровском междуречье земли площадью в 25495 км² или 55,7 % его территории. Молдавское население составляло большинство «в пределах пруто-днестровских цинутов Молдавского княжества, находившихся в центральной и юго-западной частях междуречья», а «цинуты северной части междуречья являлись зоной молдавско-украинского взаимовлияния».
По условиям Бухарестского мира, заключённого в 1812, территория между Прутом и Днестром (Бессарабия) — отошла к России, где её называли Бессарабской областью. Из этой области ушли турки, а также ногайцы, одна часть которых встала на сторону Османской империи и ушла с её армией на Балканы, а другая часть была выселена Россией в Крым и Приазовье в 1807 году.
Адрианопольский мирный договор 1829 года обеспечил автономию Молдавии и установил пожизненный срок правления господарей. В 1829—1834 администрацию Молдавского княжества возглавлял П. Д. Киселёв. При нём бурно развивалась экономика, начался политический и культурный подъём княжества. Были отменены внутр. таможни, введена свобода торговли, регламентированы крестьянские повинности, создана мед. и санитарная службы.
По Парижскому миру 1856 Россия утратила покровительство над Молдавией, которое осталось вассалом Османской империи, и вынуждена была уступить Измаильский уезд Бессарабской области. 5(17).1.1859 господарем Молдавии избран А. Куза.

## 1812—1917. Бессарабия в составе Российской империи
В июле 1812 года, И. Каподистрия разработал проект «Временных правил» управления Бессарабией, по которым в Бессарабии планировалось учредить Временное правительство из общего собрания и двух департаментов. Основой управления Бессарабией в составе Российской империи должны были стать обычное право и местные законы. Предусматривались освобождение местного населения от рекрутской повинности, подтверждалась личная свобода жителей Бессарабии, налоговые льготы. 1 февраля 1813 года российский Сенат принял решение о создании Временного правительства и назначил С. Стурдзу, который был влиятельной фигурой в Молдавском княжестве, главой этого правительства и гражданским губернатором Бессарабии. В 1818 году, согласно Уставу образования Бессарабской области, было объявлено об учреждении Верховного совета как высшего распорядительного и законодательного органа, а также высшей судебной инстанции. Формировалось также областное правительство во главе с гражданским губернатором. Деятельность правительства регламентировалась решениями его общего собрания, которым должен был подчиняться и сам губернатор. Делопроизводство должно было вестись как на русском, так и на молдавском языках.

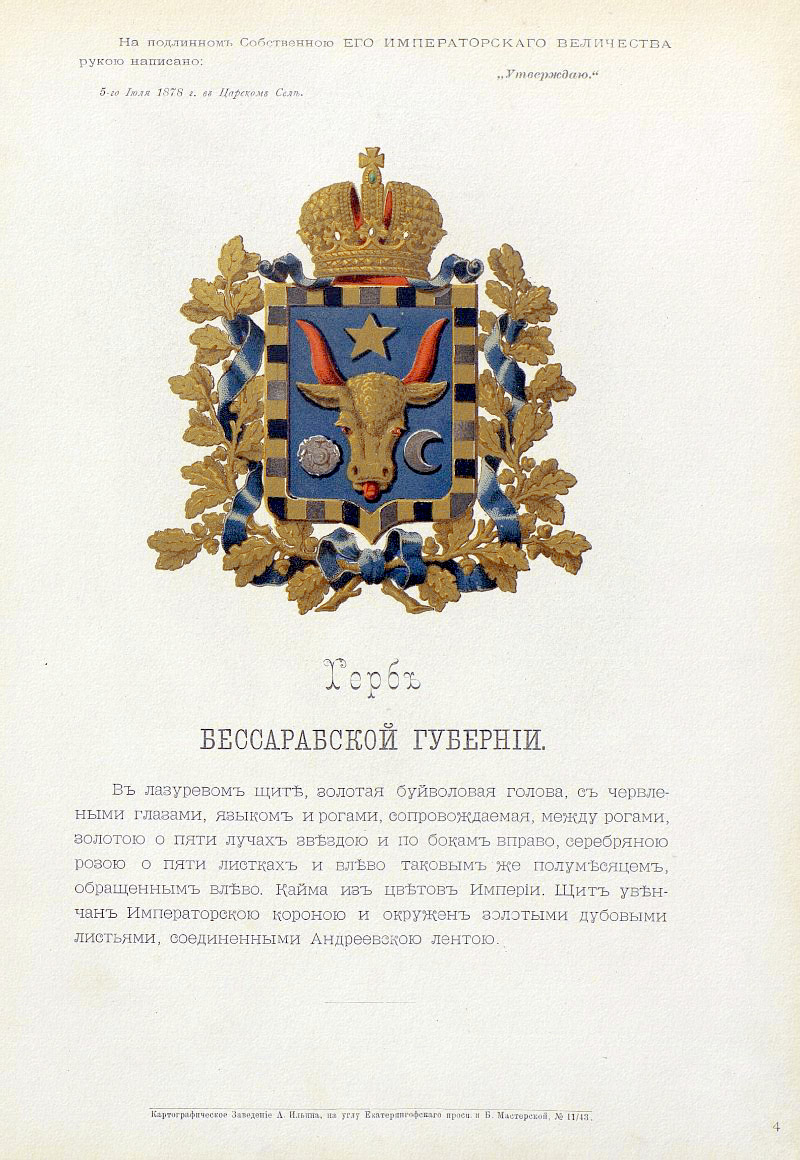
Герб Бессарабской губернии c описанием, утверждённый Александром II (1878)

Российская администрация стремилась к централизации и унификации в управлении Бессарабией, в то время как местная элита выступала за сохранение прежних порядков. В 1821 году, после смерти защитника интересов молдаван митрополита Кишинёвского и Хотинского Гавриила, Александр I ввёл негласный запрет на назначение молдаван на высшие гражданские и духовные должности в Бессарабии. Этот запрет строго соблюдался вплоть до 1917 года. В 1825 году Верховный совет Бессарабии был лишён судебной власти, а в 1828 году было издано «Учреждение для управления Бессарабской областью», в котором полностью отсутствовали выборные начала в управлении регионом. Верховный совет Бессарабии был преобразован в Областной совет, который был лишён законодательных прав и законодательной инициативы, а Областное правительство было заменено областным правлением, которое было подчинено напрямую Сенату и Министерству внутренних дел. Местным чиновникам предписывалось вести дела на русском языке и только в случае необходимости с переводом на молдавский язык. Тем не менее, даже после этого Бессарабия сохранила некоторые особенности: как и раньше, местное население было освобождено от рекрутской повинности, а в суде отдавался приоритет обычному праву.
Кишинёв в 1818 году получил официальный статус города и стал центром Бессарабской области, а с 1873 года — центром Бессарабской губернии.
Берлинский трактат 1878 года вернул в состав Российской империи регион Южная Бессарабия, который был отторгнут от России в 1856 году.
6—7 апреля 1903 года произошёл Кишинёвский погром, в результате которого были убиты 47 евреев, множество ранено, 700 домов было сожжено и разграблено. 19—20 октября 1905 года антицарские выступления обернулись вторым погромом, в ходе которого погибло 19 евреев.
Вскоре после Февральской революции 1917 года в Бессарабии, как и во многих регионах России с преобладающим нерусским населением, оживилось национальное движение. 21 ноября 1917 года был образован краевой национальный парламент Сфатул Цэрий. После Октябрьской революции, 15 декабря 1917 была провозглашена Молдавская демократическая республика.

## 1918. Молдавская Демократическая Республика
В январе 1918 года была провозглашена независимость Молдавской Демократической Республики. В начале января 1918 года с согласия российского командования Румынского фронта Румыния ввела в Бессарабию свои войска, что мотивировалось необходимостью обеспечения порядка в условиях анархии, вызванной Октябрьской революцией в России. 27 марта 1918 года Сфатул Цэрий принял решение о воссоединении с Румынией.

## 1918—1940. Бессарабия в составе Румынии
В ночь на 19 января 1919 года началось антирумынское Хотинское восстание, в котором принимали участие представители разных национальностей. Число восставших достигало 30 тыс. человек, но к 1 февраля 1919 года румынские войска подавили восстание.
28 октября 1920 года представители Франции, Италии, Великобритании и Японии подписали в Париже договор, по которому они признавали объединение Бессарабии с Румынией. Однако РСФСР и УССР не признавали вхождение Бессарабии в состав Румынии. Бессарабский вопрос обострял отношения СССР с Румынией вплоть до 1940 года. Притязания СССР на Бессарабию склоняли румынские власти к различным запретам и принудительным мерам. Это приводило к тому, что многие жители Бессарабии были разочарованы тем, что Бессарабия в 1918 году объединилась с Румынией.
Крестьянское восстание в Южной Бессарабии 15—18 сентября 1924 года также было легко подавлено румынской армией.

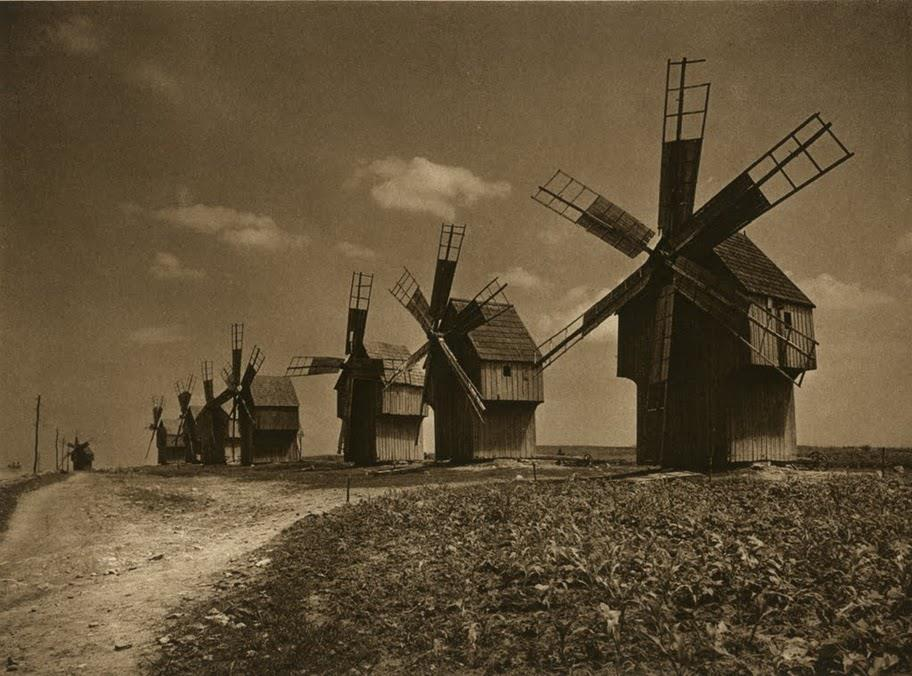
Ветряные мельницы в Бессарабии, 1933 год

Основой экономики Бессарабии оставались сельское хозяйство и мелкая полукустарная промышленность. В 1920 году парламент Румынии принял закон о аграрной реформе, предусматривавший наделение крестьян землёй за выкуп за счёт экспроприации земель в имениях, превышающих 100 гектаров, а также за счёт государственных земель и земель, принадлежавших иностранным гражданам. Бессарабия отставала в своём развитии от других территорий Румынии.

## Молдавская АССР
12 октября 1924 года в составе УССР на левобережье Днестра была образована Молдавская АССР .

## 1940—1941. Молдавская ССР

Молдавская Советская Социалистическая Республика 1940 год

В 1940 году в результате подписания Пакта Молотова — Риббентропа Бессарабия была присоединена к СССР и провозглашена Молдавской ССР, в состав которой вошли 9 бессарабских уездов и 6 районов Левобережья Днестра, входивших до этого в состав Украинской ССР. (В состав нынешней Республики Молдова не вошли земли Южной Бессарабии и Северной Буковины, вошедшие в состав Украины).
Это произошло после того, как было переселено немецкое население с Юга Бессарабии (около 100 тыс.) и из Северной Буковины (ок. 14 тыс.) в Германию. Взамен, на освободившихся территориях, были организованы совхозы, куда приглашалось население с Украины. К Молдавской ССР отошёл 61 населённый пункт с населением 55 тыс. человек (46 населённых пунктов Бендерского уезда, 1 населённый пункт Кагульского уезда, 14 населённых пунктов бывших районов МАССР). К Украинской ССР отошли 96 населённых пунктов с населением 203 тыс. человек (76 населённых пунктов Хотинского уезда, 6 — Измаильского и 14 Аккерманского уездов). Эти изменения мотивировались тем, что в населённых пунктах, переданных Молдавской ССР, преобладало молдавское население, а в переданных Украинской ССР — украинское, болгарское и русское население.
В результате территория МССР составила 33,7 тыс. км², население — 2,7 млн человек, из которых 70 % составляли молдаване. Столицей республики стал город Кишинёв. Молдавская ССР, после передела Бессарабии потеряла 10 тыс. км² территории и 0,5 млн чел. населения. В 1940 году было депортировано и репрессировано 8 тыс. чел коренного населения, а 13 июня 1941 — ещё около 32 тыс. чел.

## Молдавия в годы Второй мировой войны

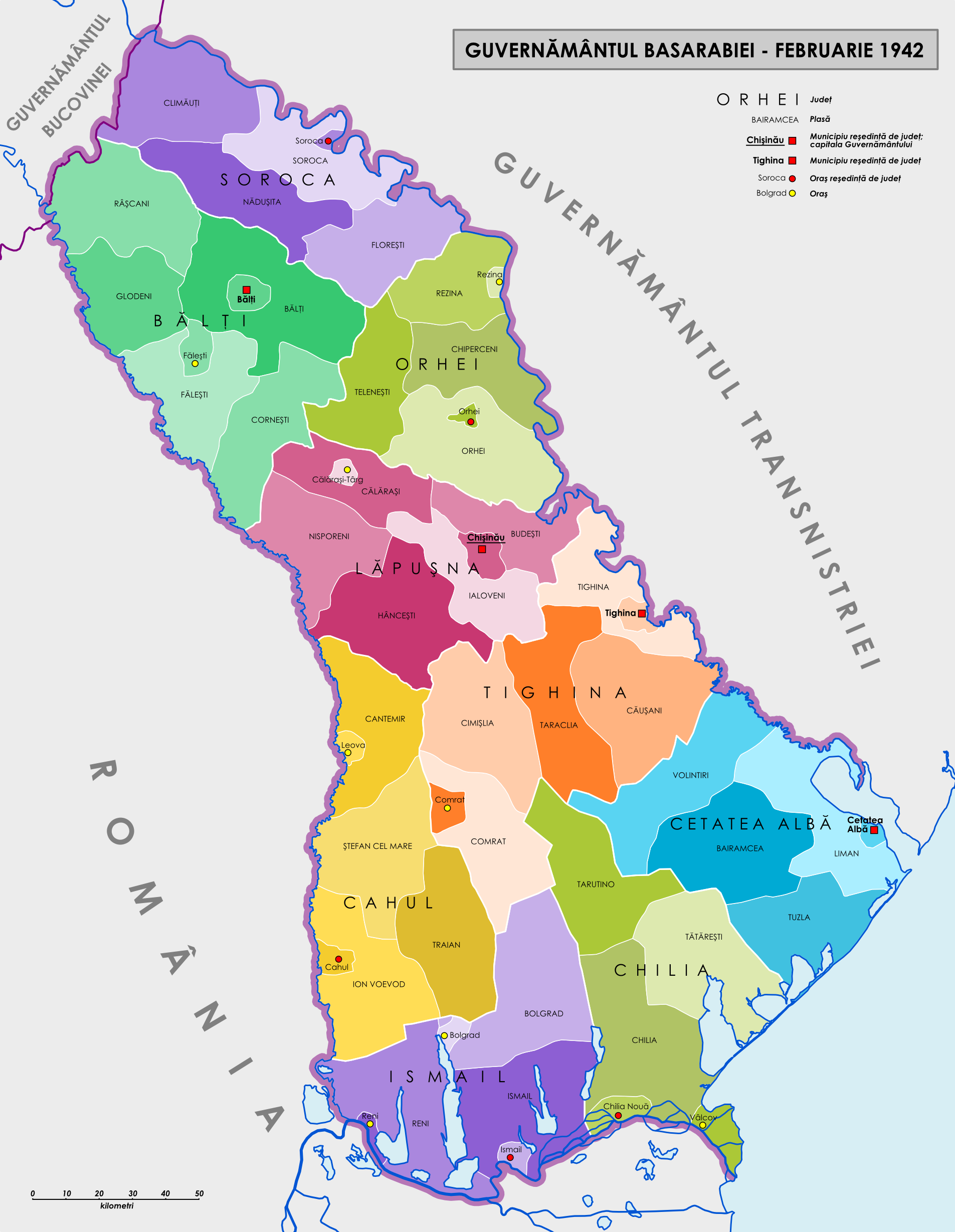
Губернаторство Бессарабия (1941—1944)

Во время Второй мировой войны, в 1941—1944, Молдавия была занята немецкими и румынскими войсками, на территории которой было образовано Губернаторство Бессарабия.
24 августа 1944, в результате Ясско-Кишинёвской операции, территория МССР была освобождена советскими войсками.
Население Бессарабии в годы Второй мировой войны участвовало с обеих воюющих сторон. 10 000 бессарабцев были призваны в румынскую армию и воевали против СССР. Из них 5 000 погибло. Более 120 000 жителей Молдавии (евреев, цыган, молдаван и лиц других национальностей) погибло в румынских концлагерях. В 1944 году, на сторону советской армии было призвано 180 000 бессарабцев, из которых 110 000 погибло в Венгрии, Чехословакии, Польше и Германии.

## Молдавская ССР после войны
Послевоенный голод 1946—1947 годов, вызванный последствиями войны, засухой и политикой властей, был особенно сильным в Молдавии. Голод усугубила неготовность местных властей к распределению полученной из общесоюзных фондов продовольственной помощи, которая оседала в городах республики и не доходила до голодающего села. К весне 1947 года более 300 000 человек в Молдавской ССР был поставлен диагноз «дистрофия», не менее 36 000 человек умерло.
В Молдавии в послевоенные годы в связи с голодом активизировалось антисоветское движение. Так, печатались листовки, в которых призывалось к сопротивлению советскому правительству. Эти листовки распространялись среди сельских жителей, которые наиболее пострадали от голода. Параллельно с антисоветскими печатались и листовки религиозного характера, которые распространялись местными сектами. Подпольная организация прорумынской интеллигенции Лучники Штефана в Сороки насчитывала до 140 человек. Антисоветской агитацией и терактами занималась подпольная группа Филимона Бодиу. Отмечалось и прямое вооружённое сопротивление — наиболее известна организация Armata Neagra 1949—1950 годов.

## Провозглашение независимости Молдавии

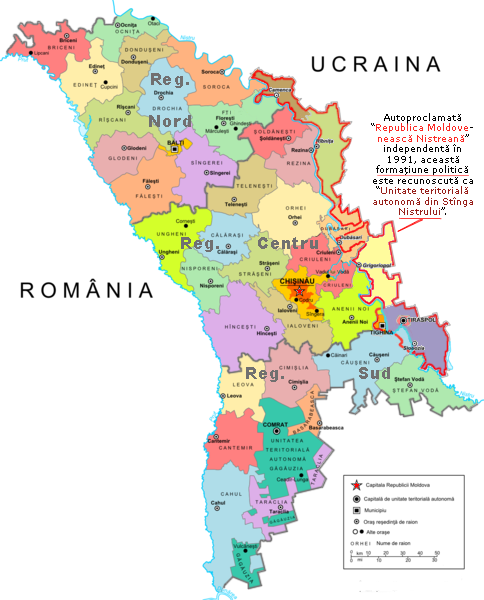
Текущие административные единицы (районы)

На выборах в Верховный Совет Молдавской ССР в феврале и марте 1990 года победил Народный фронт Молдовы. 25 мая 1990 года правительство Молдавской ССР возглавил лидер Народного фронта Мирча Друк. 3 сентября 1990 года Верховный Совет избрал президентом Молдавской ССР Мирчу Снегура.
В августе 1990 года депутаты из районов компактного проживания гагаузов провозгласили на юге республику Гагаузию в составе СССР, но независимую от Молдавской ССР, а через две недели была провозглашена Приднестровская Молдавская Советская Социалистическая Республика, также в составе СССР, но независимая от Молдавской ССР.
В октябре 1990 года власти Молдавии направили на усмирение гагаузов отряды вооруженных добровольцев под руководством Друка, но кровопролитие предотвратили внутренние войска МВД СССР.
Однако в Приднестровье избежать кровопролития не удалось, там в ноябре 1990 года начался вооруженный конфликт между молдавским ОМОНом и приднестровскими ополченцами.
23 июня 1990 года Молдавия заявила о своём суверенитете, а 27 августа 1991 года, после событий августа 1991 года, была принята Декларация о независимости Республики Молдова.
Приднестровский конфликт достиг своей кульминации в марте 1992 года, когда власти Молдавии попытались восстановить контроль над городом Дубоссары, и в июне 1992, когда развернулась ожесточённая битва за Бендеры между правительственными войсками Молдавии и гвардейцами Приднестровья, которых поддерживали добровольцы из других стран, главным образом из России. Конфликт был заморожен благодаря вмешательству частей российской 14-й армии летом 1992 года.

## Республика Молдова
27 августа 1991 провозглашена независимость, была образована Республика Молдова.
Конфликт между молдавскими и приднестровскими властями, начавшийся в 1989 г., в 1992 году привёл к вооружённому противостоянию и многочисленным жертвам с обеих сторон. Боевые действия удалось прекратить благодаря вмешательству России и, в частности, благодаря присутствию на территории Приднестровья российских вооружённых сил. В настоящее время безопасность в зоне конфликта обеспечивают Совместные миротворческие силы России, Молдавии, Приднестровской Молдавской Республики и военные наблюдатели от Украины. В ходе многочисленных переговоров при посредничестве России, Украины и ОБСЕ достигнуть соглашения по поводу статуса Приднестровья пока не удалось. Отношения между сторонами конфликта остаются напряжёнными.
В 1994 году принята Конституция, действующая до сих пор.
В 2005—2006 гг. Россия ввела винное эмбарго против Молдавии.
23 декабря 1994 парламент страны принял закон о территориальной автономии Гагаузии (Гагауз Ери). Приход к власти Аграрной демократической партии.
- 1997—2000 — президентство Петра Лучинского.
- 2001—2009 — президентство Владимира Воронина

7 апреля 2009 года, после выборов в Парламент, в столице Молдавии вспыхнули массовые беспорядки, в ходе которых оппозиция захватила президентский дворец; также было захвачено и разгромлено здание парламента, на первом этаже которого вспыхнул пожар. Одновременно лидеры оппозиции заявили, что потеряли контроль над ситуацией.
В стране были назначены новые выборы, в результате которых компартия потеряла большинство в парламенте и перешла в оппозицию, было сформировано новое правительство.
Весной 2015 года развернулся широкомасштабный скандал, связанный с «украденным миллиардом долларов» из банков страны, в который оказались вовлечены лидеры правящих партий, премьер-министр Республики Молдова Юрий Лянкэ, председатель Национального банка Виктор Дрэгуцану, члены правительства и парламента Молдовы.
Это привело к тому, что в конце марта в Молдавии начались массовые протесты, тогда был впервые организован массовый митинг против правительства. Впоследствии было ещё несколько подобных митингов (самым массовым оказался прошедший 6 сентября); 10 сентября один из лидеров протестующих заявил, что они не покинут центральную площадь Кишинёва, пока правительство Молдавии не уйдёт в отставку. 29 октября прошло голосование за отставку правительства; было принято решение об отставке премьер-министра Молдавии Валерия Стрельца. После этого количество участников акций протеста стало постепенно уменьшаться и в начале 2016 года они и вовсе прекратились.
В 2019 году, после прошедших парламентских выборов в Молдавии фактически возникло двоевластие: 8 июня президентская Партия социалистов договорилась с прозападным блоком ACUM выступить против ДПМ олигарха Владимира Плахотнюка — парламент возглавила лидер социалистов З. Гречаный, правительство — одна из лидеров ACUM М. Санду. Демократы пожаловались в Конституционный суд Молдавии и на следующий день КС признал коалиционное соглашение между Партией социалистов и ACUM недействительным и объявил неконституционными указы президента о назначении премьер-министра и создании нового правительства; также КС отстранил И. Додона от обязанностей президента, чтобы и. о. премьер-министра от ДПМ Павел Филип вместо него подписал указ о роспуске парламента; однако Додон счёл это узурпацией власти и отменил указ Филипа.
Россия, США и Евросоюз поддержали решения молдавских депутатов.
Однако руководство ДПМ не признало новые парламент и правительство и заблокировало входы в госучреждения и только 14 июня, после визита в офис партии посла США Дерека Хогана, ДПМ согласилась разблокировать доступ к правительственным зданиям; правительство Павла Филипа согласилось уйти в отставку, конституционный суд отменил все свои решения за предыдущие дни, В. Плахотнюк уехал из страны.